# 高力士
高力士（690年—762年8月31日），本名馮元一，是唐朝的著名宦官。其先祖为源于北燕皇族的岭南冯氏，曾祖馮盎流落岭南，因緣際會之下成為高州獠人的酋長。其父馮君衡因罪而被抄家。年未满十岁的馮元一也被阉入宫，由宫中女官抚养。他从文林郎、宣教博士做起，升内府丞。武則天让內侍省宦官高延福收他为养子，賜姓高氏，是为「高力士」。后追随李隆基发动唐隆政變，殺死韋皇后與安樂公主，擁立唐睿宗復辟。李隆基獲禪位而稱帝，是為玄宗。高力士又参与封禅泰山，平定王鉷之乱，安史之乱随玄宗入蜀，平定南营叛乱，官至内侍监，封齐国公，是唐玄宗心腹太监之首。高力士一生对玄宗忠心耿耿，敢于直言劝谏，有“事君之美”的赞誉，凭借自己的不断努力，得势後为其家族平反。安史之乱後，唐肃宗即位，在上元初年（760年）将他贬到巫州（今湖南黔陽西南），寶應元年（762年）被赦免回京，半路至朗州龙兴寺时，得到玄宗驾崩的消息，哀痛而亡，年73岁。16年后（大历十二年，777年），唐代宗追念高力士侍奉玄宗有功，追赠他为扬州大都督，陪葬玄宗泰陵（今陝西蒲城境）。

## 生平
生于武则天载初元年（690年），籍貫高州良德霞洞堡（今廣東茂名市电白区霞洞鎮）人，远祖为冯业、高祖父冯宝、高祖母冼夫人、曾祖冯盎、祖父冯智玳、父为冯君衡，曾任潘州刺史。母为隋朝名将麦铁杖曾孙女，岭南名相张九龄是其远房亲戚（麦铁杖外玄孙谭诲是张九龄岳父）。他幼年時入宮，由高延福收為養子，遂改名高力士，受到當時女皇帝武則天的賞識。在唐玄宗管治期間，其地位達到頂點，由於曾助唐玄宗平定韋皇后和太平公主之亂，故深得玄宗寵信，終於累官至驃騎大將軍、進開府儀同三司。
高力士自青年时开始追随李隆基，曾多次平息皇室糾紛。天宝年间曾多次提醒唐玄宗避免怠政，反对唐玄宗假朝政予李林甫、杨国忠，亦曾清楚地预见安禄山将要造反的隐患，可惜玄宗并未从善如流。同时，高力士拥有优秀的行政能力。開元末年，高力士甚至可以先審閱奏章，小事由其處理，大事才交呈玄宗裁決，玄宗甚謂“力士當上，我寢則穩”。當時朝上，連李林甫和楊國忠都爭相巴結高力士，而諸王公主更稱高力士為阿翁，甚至連太子都喊他一聲二兄，駙馬們都稱他阿爺。其資產富過王侯，雖國庫亦不能及，民間流傳他在長安修建修佛寺鑄鐘，大宴百官貴人、豪商富賈，規定擊鐘一次須納禮錢十萬，王公貴族極力諂媚，“有佞悅者至二十扣，其少亦不減十”。此為唐代宦官干政之始，但高力士並不如後期宦官專權，僅及擅權。
据《酉阳杂俎》记载，初入翰林的李白因让高力士为其脱靴而遭其嫉恨，因而向杨贵妃进谗言使得李白被赐金放还，“力士脱靴”亦成为典故。但後世学者多有考证，论证其经不起推敲。例如唐史研究者裴斐认为高力士在玄宗朝，“就连李林甫当宰相都得走他后门，肃宗在东宫时呼为二兄，诸王公主皆呼为阿翁，附马辈则呼之为爷，到天宝初已进封为渤海郡公；李白即使乘醉，命其脱靴也是不可思议的事！……无论奉诏作词、侍从游宴或是书怀酬赠，都显得异常拘谨，说明他对自己当时的身份和处境十分清醒，实无可能做出那种荒唐事”。李濬在《松窗杂录》的小序中说：“忆童儿时即历闻公卿间叙国朝故事，次兼多语遗事特异者……”可见《松窗杂录》主要取自公卿的递相传述，而非宫廷正史。对力士谄僭李白一事的真伪，王琦在《李太白全集》中辨析说：“巫山云雨、汉宫飞燕，唐人用之已为数见不鲜之典实。……巫山一事只可以喻聚淫之艳冶，飞燕一事只可以喻微贱之宫娃，外此皆非所宜言，何三唐诸子初不以此为忌耶？”
安史之亂爆發，高力士隨玄宗幸蜀，在馬嵬驛時，六軍不發，士兵在格殺楊國忠後，又將矛頭指向楊貴妃，陳玄禮等請求賜死楊貴妃。玄宗最初不肯，高力士說服玄宗，將楊貴妃領至佛堂自縊。
唐玄宗退為太上皇後，繼位的唐肅宗與玄宗不睦，而当权的宦官李辅国开始弄权，对玄宗多有不敬。高力士護主心切，为救玄宗竟挺身当众呵斥李辅国，為李輔國所惡，因此被彈劾流放至巫州（今湖南黔陽西南）。按律高力士本該斬首，但顧及高力士對玄宗的忠心，於是將他流放。高力士行至巫州，见其地荠菜多而人不食，感伤不已而歌咏道：“两京作斤卖，五溪无人采。夷夏虽不同，气味终不改。”
寶應元年（762年）玄宗在鬱悶中駕崩，始終渴望回京侍奉太上皇的高力士雖被赦還朗州（今湖南常德），在途中遇到流放之人谈及京城之事，才聞知先帝已駕崩後，于是北望号啕痛哭，絕食7日，吐血而死，年73歲（虚岁），繼唐肅宗位的唐代宗贈高力士揚州大都督的官位，遵先皇遺詔陪葬唐玄宗之泰陵（今陝西蒲城境）。
高力士有夫人吕氏，以侄子冯承悦继后，宫中还有养子高承信等。嗣孙高闳，曾孙高秀琪，玄孙高忠政，来孙义昌军监军使、正议大夫行内侍省掖庭局令、上柱国、赐绯鱼袋高克从。高克从生右羽林军长上高可方。

## 墓葬
目前高力士墓位於陝西省蒲城縣保南鄉山西村，它是唐玄宗泰陵惟一的陪葬墓，但由於1999年出土後保存簡陋，大风等自然因素將對墓內的文物造成嚴重傷害，蒲城省文物局、渭南市計劃部門已於2004年審批通過並立項，將成立高力士墓博物館，初步資金預算有710萬元。如今高力士墓佔地2畝，建成後的高力士墓博物館將佔地18畝。

### 高力士神道碑
高力士神道碑立于唐大历十二年（公元777年），清乾隆年间著名学者钱大昕《潜研堂金石文》中曾提及“右内侍监高力士碑石已中断，失其下截，每行只存二十余字”。说明此碑至少在二百多年前已残缺，只存上半部分。1971年在蒲城县金粟山泰陵附近，文化馆干部陶仲云找到残碑的下半部分，并保存下来，现碑身已接对完好，存于蒲城县文庙。碑身为纯色大青石，高四米，宽一点五米。碑文共三十行，每行五十五字，共1650字。碑额题“大唐故开府仪同三司赠扬州大督都高公神道碑。”京兆府户曹参军李阳冰篆额。书碑者为唐代书法家、翰林待诏张少悌，写过《李光弼碑》和《长安崇圣寺尊圣陀罗尼经幢》，书法遒劲流畅，气势不凡。
大唐故开府仪同三司兼内侍监上柱国齐国公赠扬州大都督高公神道碑并序

　　尚书驾部员外郎、知制诰臣潘炎奉敕撰

　　初有适越者，请观南方之乐，主人为之歌，冯宾曰：“远矣，□□□□之人乎”。式是炎州，代为诸侯，衣冠甚伟，并业济美，有甲三属，有田千里，数代之后，衰而复起，一飞冲天，伯服有子不在外，其为中贵乎？不在□□于他族乎？

　　公本姓冯，讳元一。则天圣后赐姓高，改名力士，广管潘州人也。冯之先有自北而南者，自宋怀化□业以至于盎，五岭之表，推□名族。皇唐初，盎使持节高州，督都广、韶等十八州总管，封耿国公。耿公有三子，智戣为高州刺史，智戴为恩州刺史，智玳为潘州刺史，咸有德义，实为人豪，家雄万石之荣，橐有千金之直。潘州府君生君衡，潘州薨而君衡袭位。象贤之礼，主祀守封。且有旧章，斯为代禄，使有輈轩□察者，不知承式，高下在心。因以矫诬罪成，于乎裂冠毁冕，藉没其家。开元中，天子广锡类之恩，贤先贤之状，初赠潘州刺史，又赠广州大都督，公即广州之少子也。南溟地远，北极天高，超然而来，飞不待翼。年在童龄，入侍玉阶。则天矜其覆巢，知必成器，选内官而母之，命近侍以□之。锡之以嘉名，教之以美艺，业且将就，及迁厥官。及孝和弃群臣，韦氏窥大宝，不利王室，已成祸梯。玄宗赫然提剑而起，公实勇进，□龙上天。扶皇运之中兴，佐大人之利见。自是之后，恩遇特崇，公卿宰臣，因以决事。中立而不倚，得君而不骄，顺而不谀，谏而不犯，□王言而有度，持国柄而无权，近无闲言，远无横议。君子曰“此所谓事君之美也”。公弱冠之日，太夫人□滞于南，荒服遐陬，晨昏问绝。折菱之教，□而无及，啮指之感，远而遂通，自神而发于人，欲养而得其亲。承初升舆，万里而至，称觞拜庆，兄弟雁行。自闽儌而就养王城，当表罕有。终堂之□，恩制赠越国夫人，哀且荣矣，孝之终矣。便繁左右，拜将进阶。又以慈父官卑，乞回所授，上允其请，时议称多，君子曰：“此所谓事亲之孝也”。君亲之道备，臣子之行高。其余则素业之丹青，立身之枝荣矣，曾扈从车驾幸三山宫，天子讲艺呈材，威戎夸狄，有二雕食鹿，上命取之。射声之徒，相顾不进，公以一箭受命，双禽已飞，控弦而满月忽开，饮羽而片云徐下，壮六军而增气，呼万岁以动天，英主惬心，□其中镌，其绝伦之技，又如此者。京有王鉷之乱，蜀有南营之叛，仓卒起变，削而平之。临大事而有功，皆此类也。历宣教博士、内府令、朝散大夫、内给事、内常侍、内侍，再授云麾将军、右监门卫将军及大将军，内侍置监，公首为监，迁冠军、镇军、辅国、骠骑大将军，开府仪同三司，封齐国公，食邑三千户，又加实封三百户。累充内属箭及三宫内飞龙厩大使，又充开漕使，历官授任五十余年，从蒙尘幸□梁□□法驾归长安，一心贯□神明，万乘同其休戚。於戏！公之德形于外，可得而言也；公之美畅于中，不可得而闻也。上□初避□请出□□臣□□□之心，常在魏阙。□□制命，追赴上都。闻二圣升遐，绝浆七日，毁不能哭，衔哀而绝，终于朗州龙兴寺，享年七十有三。□□□之丧，至于灭性，斩剡之痛，何□□焉？上士闻之，皆为流涕。主上恩深錄旧，泽及漏泉，赠扬州大都督，仍陪葬泰陵，以宝应二年四月十二日安厝，成其志也。夫人吕氏，封国夫人，天宝中，不幸先逝，窀兆于白鹿原。行秋已深，合葬非古，封树既久，因而不迁。嗣子正议大夫、前将作少监、勃海郡开国公承悦，礼谓犹子，□而继之，袭以芝兰之芳，增其蓼莪之痛。养子内给事泰陵使承信等，周旋有加，奉孝谨□。□□刊贞石之文，用纪黄陵之侧。大君有命，俾□徽猷。臣炎不才，朱□当御。没而不朽，其在兹乎？铭曰：

    惟公之本，南海□□，得藏□□，家传拥旄，有冯之后，遂育于高。

　　惟公之束，一命而俯，武后初眷，开元得主，万乘腹心，三天门户。

　　惟公之贵，出入□宸，宫闱父事，阶陛日亲，历载王纪，奉兹□□。

　　惟公之忠，心与上合，朱丹可为，纯粹不杂，有言必从，有可必纳。

　　惟公之孝，达于神明，反舆万里，自越阻京，爰及风树，备其哀荣。

　　惟公之艺，弦不再控，双雕入云，一发而中，三军心伏，天子目送。

　　惟公之勋，会合风云，窃盗□命，戈矛纷纷，一麾而□，克定妖氛。

　　惟公之节，凌□霜雪，负鞠剑门，清官魏阙，岁聿云眷，淼彰行洁。

　　惟公之殁，路正荆巫，二圣宴驾，长号鼎嗣，哀而遂绝，痛入黄垆。

　　惟公之葬，泰陵之下，存殁义同，忠贞无舍，书词刊石，永示来者。

　　大历十二年，岁次丁巳，五月辛亥朔，十一日辛酉奉敕立石。

太中大夫、守将作少监、翰林待诏臣张少悌奉敕书

　　京兆府参军李阳冰篆额。□□徐霁刻字。

### 高力士墓志铭
大唐故开府仪同三司兼内侍监上柱国齐国公赠扬州大都督高公墓志铭并序

尚书驾部员外郎、知制诰潘炎奉敕撰

事君之难，请言其状。尽礼者或以为谄，纳忠者时有不容。直必见非，谓之劘上，严又被惮，不得居中。古所谓为臣不易者，以此。至有排金门，上玉堂，出入五纪，近天子之光；周旋无违，献纳必可，言大小而皆入，事曲折而合符；恭而不劳，亲而不黩，谏而不忤，久而不厌，美畅于中，声闻于外，开元之后，见之于高公矣。

公本姓冯，初讳元一。则天圣后赐高，改名力士。冯之先北燕人也。衣冠屡迁不常，厥所章甫适越，遂为强家。曾祖盎，皇唐初高州都督、耿国公、广韶等十八州总管、赠荆州大都督，干旟特建，岭峤为雄。颐指万家，手据千里。有三子，曰智戣、智戴、智玳。耿公知而内举，请以分忧。朝廷许之。戣为高州刺史，戴为恩州刺史，玳为潘州刺史。圣历中，潘州府君捐馆舍，子君衡袭其位焉。父没子继。南州故事，且持棨戟，方俟丝纶。按察使摧折高摽，擿抉瑕舋，祸心潜构。飞语上闻，帝阍难叫。家遂籍没。及公之鼎贵，恩赠广州大都督。公即广州之少子也，年未十岁入于宫闱。武后期壮而将之，别令女徒鞠育，将复公侯之庆，俾加扩羽之深，令受教于内翰林。学业日就，文武不坠，必也射乎。五善既闲，百发皆中，因是有力士之称。自文林郎宣教博士，转内府丞。至尊以公夙遭闵凶，弱丧何怙，倍年存父事之礼，三州有天属之恩。帝曰：俞，以汝为内侍高延福男。由是遂为高氏。君命，天也，天所授焉。子楚大不韦之门，齐姜育有妫之后。兆自真宰，成于主恩。孝和忽其升遐，韦氏纷以干命。玄宗至道大圣皇帝中夜提剑，迟明登天。升杓未移，沵气如扫。攀龙附凤，公实亲焉。录其翼戴之勋，遂有骤迁之命，特加朝散大夫、内给事，充内弓箭库使，寻迁内常侍，兼三宫使，又加云麾将军，右监门卫大将军。恭以桥梓之心，惧过车马之赐，乞回所授，进父之班。圣心嘉之，用奖名教，父子并授内侍，公仍加银青光禄大夫，又属万乘东巡，柴于岱岳，更授云麾大将军，左监门卫大将军，申前命也。兼充内飞龙厩大使。公艰疚之岁，太夫人在堂。夫人麦氏，宿国猛公之曾孙也，覆巢之下，陟屺无从。寒泉切莫慰之心，永初无随子之赋。德均圣善，孝感神明，瘴海炎山，不为疵厉，板舆万里，来就高堂。欢甚如初，和乐且孺。兄元琎、元珪等雁行而至，当代荣之。庆吊相随，风树增叹。无何，丁太夫人忧，绝浆之日，恩制起夺，先夫人有越国之赠，崇锡类也。累迁冠军、镇军、辅国、骠骑等大将军，特拜内侍监。内侍有监，自公始也。王鉷之乱，辇毂震惊，禁军一举，玉石同碎。公亲执桴鼓，令于颜行曰：“斩级者无战功，擒生者受上赏。”俶扰之际，人无横酷者，由公一言也。

属胡羯僭逆，天王居于成都，跋涉艰难，扶护警跸。蜀有南营之叛，公讨而平之，加开府仪同三司，封齐国公，食邑三千户。文明武德皇帝再造区夏，奉迎皇舆，太上高居，复归于镐。赏从行者，加食实封三百户。公左右明主，垂五十年，布四海之宏纲，承九重之密旨。造膝之议，削稿之书，不可得而知也。其宽厚之量，艺业之尤，宣抚之才，施舍之迹，存于长者之论，良有古人之风。

上元初，遭谤迁讁，安置巫州，知与不知，皆为叹息。宝应元年，有制追赴上都，中路闻天崩地圻，二圣下席，长号泣血，勺饮不入口。惜攀髯而无及，俄易箦而长辞。其八月八日终于朗州龙兴寺，享年七十三。舆榇至京，恩制赠开府仪同三司、扬州大都督，仍陪葬泰陵。书王命，褒之也。公以宝应二年四月十二日安厝。夫人吕氏，道备公宫，天宝中封齐国夫人，方贵而逝，封树已久，安而不迁。嗣子正议大夫、前将作少监、上柱国、渤海郡开国公承悦，犹子为继，克家有光，时称雅才，丧善执礼。以先父出远，表请黜官。皇鉴至明，俾复旧职，封章屡上，改恒王府长史，时议多之。养子内给事承信等，永言孝思，敬奉先训，炎今之述者，天所命焉。用刊青垄之铭，长纪黄陵之侧。词曰：

五岭之南歌大冯。桂林湘水神降公。君门九重阊阖通。开元神武英复雄。云天雨露恩渥崇。帷扆筹谋心膂同。五十年间佐圣躬。无瑕遇讁迁巴东。来归未达鼎湖空。抚膺一绝如有穷。魂随仙驾游苍穹。托茔山足茂陵中。君臣义重天地终。

懋官事有嫌累，微瑕有玷。

太中大夫、将作少监、翰林待诏张少悌奉敕书

## 相关影視作品
- 杨贵妃（1955年） - 进藤英太郎飾演
- 杨贵妃（1962年） - 顾文宗飾演
- 杨贵妃（1976年） - 黃新飾演
- 剑仙李白（1983年） - 梁天飾演
- 杨贵妃传奇（1986年） - 曹健飾演
- 杨贵妃（1986年） - 金超群飾演
- 杨贵妃（1992年）、唐明皇（1993年） - 李如平飾演
- 杨贵妃（2000年） - 廖啟智飾演
- 天子尋龍（2001年） - 麥長青飾演
- 大唐歌飞（2003年） - 王小颖飾演
- 大唐芙蓉园（2007年） - 马仑飾演
- 大唐游侠传（2008年） - 胡庆士飾演
- 李白（2010年） - 李建义飾演
- 杨贵妃秘史（2010年） - 武利平飾演
- 王朝的女人·杨贵妃（2015年） - 吴刚飾演
- 大唐荣耀（2016年） - 马晓峰飾演
- 妖猫传（2017年） - 田雨飾演
- 长安十二时辰（2019年）（郭利仕） - 吕凉饰演